# Lucía y el sexo
Lucía y el sexo (prt: Lucia e o Sexo; bra: Lúcia e o Sexo) é um filme erótico de drama romântico espanhol de 2001 escrito e dirigido por Julio Medem e estrelado por Paz Vega e Tristán Ulloa. O filme foi filmado em dois locais separados ao longo da costa do Mediterrâneo, na Espanha e na França. Filmado nas praias da ilha de Formentera e Baleares.
Venceu vários Prêmios Goya, incluindo os prêmios das categorias de melhor atriz revelação (Paz Vega) e melhor trilha sonora (Alberto Iglesias). Também venceu para melhor diretor no Festival Internacional de Cinema de Seattle. Durante seu lançamento nos Estados Unidos, dois dos principais jornais de Seattle, The Seattle Times e Seattle Post-Intelligencer, anunciaram que não iriam veicular anúncios sobre o filme alegando que o drama erótico era muito explícito para ser promovido em suas páginas. A Palm Pictures, distribuidora do filme nos Estados Unidos, criticou a decisão dos dois jornais que, por sinal, eram patrocinadores do festival de Seattle.
O site Rotten Tomatoes dá ao filme uma classificação de aprovação de 71% com base em 70 avaliações, com uma média ponderada de 6.5/10. O consenso do site afirma: "Sob a nudez gratuita está um filme complexo e visualmente impressionante". Metacritic, que usa uma média de críticas dos críticos, dá ao filme uma classificação de 65/100, indicando "revisões geralmente favoráveis".

## Sinopse
Lucia (Paz Vega) é uma jovem garçonete em meio a uma relação ardente e conturbada com um escritor chamado Lorenzo (Tristán Ulloa). Mas ele desaparece às vésperas de uma viagem do casal para uma ilha no mediterrâneo, há muito esperada. Perturbada, Lucia parte só. Sob o sol tropical, numa idílica pousada, ela mergulha em si mesma e no tempo para decifrar suas paixões encontrando a cada dia rascunhos de lembranças perdidas e de personagens do romance de sua vida.

## Elenco
- Paz Vega (Lucía)
- Tristán Ulloa (Lorenzo)
- Najwa Nimri (Elena)
- Daniel Freire (Carlos/Antonio)
- Elena Anaya (Belén)
- Silvia Llanos (Luna)
- Javier Cámara (Pepe)

## Prêmios e indicações

### Prémios Goya[10]
| Categoria                     | Premiado                                                           | Resultado |
| ----------------------------- | ------------------------------------------------------------------ | --------- |
| Melhor filme                  | Melhor filme                                                       | Indicado  |
| Melhor diretor                | Julio Medem                                                        | Indicado  |
| Melhor ator                   | Tristán Ulloa                                                      | Indicado  |
| Melhor atriz coadjuvante      | Elena Anaya                                                        | Indicada  |
| Melhor atriz coadjuvante      | Najwa Nimri                                                        | Indicada  |
| Melhor atriz revelação        | Paz Vega                                                           | Venceu    |
| Melhor roteiro original       | Julio Medem                                                        | Indicado  |
| Melhor edição                 | Iván Aledo                                                         | Indicado  |
| Melhor fotografia             | Kiko de La Rica                                                    | Indicado  |
| Melhor trilha sonora original | Alberto Iglesias                                                   | Venceu    |
| Melhor som                    | Polo González Aledo Agustín Peinado Alfonso Pino Santiago Thévenet | Indicados |